# Військове транспортне судно

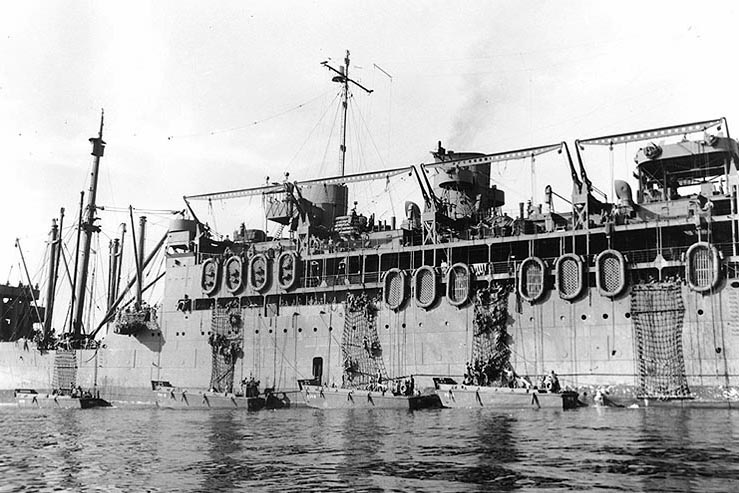
Тренування американського десанту по пересадці на десантно-висадочні засоби. Червень 1943

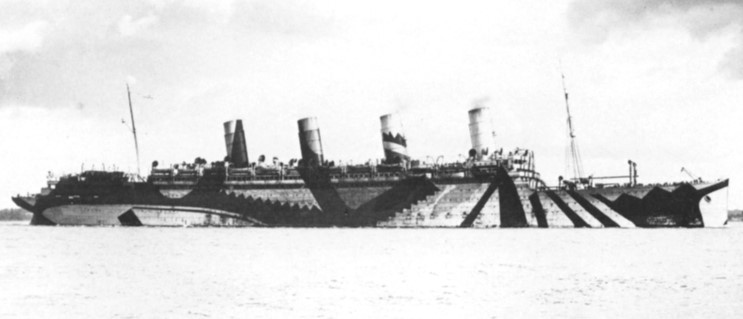
Океанський лайнер RMS «Аквітанія» в ролі транспортного корабля

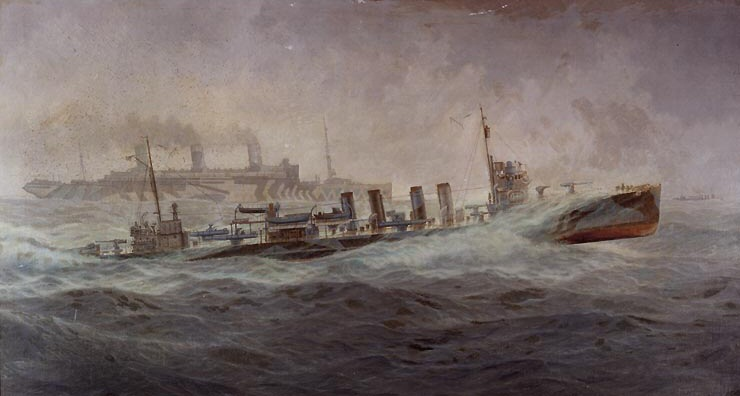
Транспортний корабель «Левіафан» під конвоєм. Атлантика. 1917

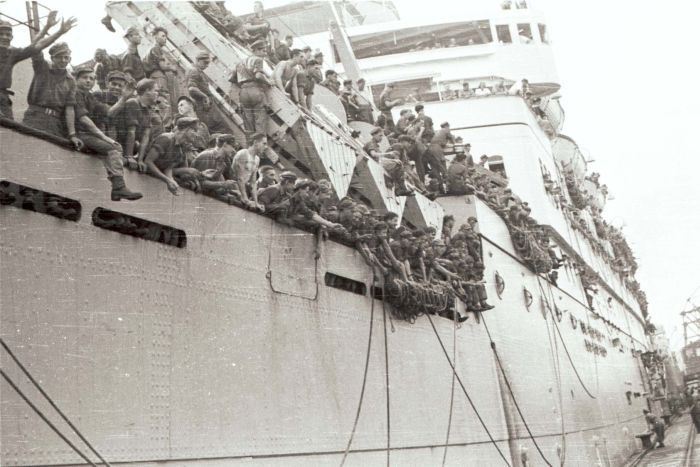
Голландські військові на борту військового транспортного судна. 1946

Військовий транспорт або військове транспортне судно — військове судно, призначене для перевезення особового складу, зброї, військової техніки та інших матеріальних засобів. Для військових перевезень використовують як спеціально побудовані транспортні судна, так й ті, що застосовують для перевезень в цивільному торговельному флоті на всіх видах морського та річкового транспорту.

## Зміст
Морські транспорти є суднами допоміжного флоту ВМС (ВМФ). Для перевезення генеральних вантажів, у тому числі устаткування, а також контейнерів, пакетованих та навалювальних вантажів використовуються універсальні суховантажні судна. Деякі теплоходи можуть мати диптанки (посудини для рослинної олії, риб'ячого жиру тощо), зрошувані трюми (для легкозаймистих і вибухонебезпечних вантажів), трюми з системою підсушування повітря. Перевезення фруктів, м'яса, тваринних жирів й інших вантажів, що вимагають охолодження, здійснюється рефрижераторними суднами, нафтопродуктів — танкерами (дедвейт — до 150 000—300 000 т).
Для перевезення пасажирів (військ) призначаються пасажирські та вантажо-пасажирські судна. Для проводки суден у важких льодових умовах використовуються криголами, у тому числі з атомними силовими установками.
Річкові транспортні судна є універсальними суховантажними самохідними суднами вантажністю до 5000 т, судна змішаного плавання вантажністю до 3000 т для перевезення вантажів по річках і морях без перевалки в гирлових портах, самохідні і несамохідні суховантажні і наливні баржі, баржі-цементовози, баржі-автомобілевози тощо. Вони також забезпечені підіймальним устаткуванням, засобами комплексної механізації і автоматизації. До транспортних суден, які використовують у великовантажному складі, можуть належати теплоходи-штовхачі та різні баржі. Перевезення людей на малих річках з обмеженими глибинами здійснюється напівглісерами-теплоходами з малою осадкою (місткість 60 чол. і більш, швидкість до 45 км/год), теплоходами на повітряній подушці (місткість до 80 чол., швидкість до 120 км/год).